# Günter Parche
Günter Parche (Hengen, Njemačka, 4. srpnja 1954.) poremećeni je obožavatelj Steffi Graf koji je 30. travnja 1993. kuhinjskim nožem napao dotad prvu tenisačicu svijeta, tada devetnaestogodišnju Moniku Seleš za vrijeme četvrtfinalnog meča protiv Magdalene Maleeve na turniru u Hamburgu. Navodno je to učinio kako bi omogućio povratak Graf na broj jedan svjetske teniske ljestvice koji je Monika Seleš preuzela od Njemice u ožujku 1991. Ubodna rana u predjelu leđa zacijelila je nakon nekoliko tjedana, ali događaj je ostavio duboke posljedice na psihu, a neposredno i na karijeru Seleš. Povukla se iz tenisa na više od dvije godine, a povratak je ostvarila tek u ljeto 1995., nikad ne dostignuvši razinu igre i rezultata uz pomoć kojih je dominirala ženskim tenisom početkom devedesetih.
Günter Parche kasnije je u Njemačkoj zbog smanjene ubrojivosti osuđen samo na uvjetnu kaznu i obavezno psihijatrijsko liječenje, a Seleš je odlučila više ne nastupati na turnirima u Njemačkoj, propustivši među ostalim i završni turnir Masters serije koji je 2001. održan u Münchenu.
Događaj je podigao razinu sigurnosti na teniskim turnirima.
Parche je poslije nekoliko srčanih napada živio u staračkom domu u tirinškom gradu Nordhausenu.
Preminuo je u 69. godini 2023. godine. 

## Vanjske poveznice
- (engl.) Napad na Moniku Seleš u Hamburgu 1993., videozapis na Youtubeu, objavljeno 25. travnja 2015., pristupljeno 30. ožujka 2016.